# Pniewo (województwo warmińsko-mazurskie)
Pniewo (niem. Pniewo, od XIX w. Stobben) – osada w Polsce położona w województwie warmińsko-mazurskim, w powiecie węgorzewskim, w gminie Węgorzewo.
W latach 1975–1998 miejscowość położona była w województwie suwalskim.
Wieś położona jest nad Jez. Pniewskim, stanowiącym odciętą już zatokę Jez. Mamry. Przez Pniewo prowadzi droga od Radziej przez Kaminek Wielki (skrzyżowanie do Sztynortu) do Przystani, położonej tuż za Kanałem Mazurskim. W lesie między Pniewem a Przystanią znajduje się była kwatera OKH w Mamerkach.

## Historia
Wieś Pniewo powstała około połowy XVI w. na terenie Lasów Sztynorckich nadanych wcześniej Lehndorffom przez księcia Albrechta.
W czasie pacyfikacji Prus Książęcych w 1656 przez Tatarów oszczędzone zostały Pniewo i Łabapy. Stało się tak ponieważ Polacy nadzorujący Tatarów uważali, że te dwa majątki należą do pułkownika Bogusława Lehndorffa będącego w służbie króla Jana Kazimierza (Bogusław Lehndorff był absolwentem kolegium jezuickiego w Wilnie i żonaty z Heleną z Tyzenhausów – za Orackim).
W 1858 majątek ziemski w Pniewie i dwa gospodarstwa chłopskie miały powierzchnię 32 włók.
W XIX w. mieszkańcy Pniewa należeli do parafii luterańskiej w Radziejach.
Szkoła w Pniewie powstała w 1737. W 1858 było tu 67 uczniów, a w 1935 było już tylko 36. Szkoła w Pniewie także funkcjonowała po 1945. Ze szkołą w Pniewie wiąże się postać dziewiętnastowiecznego geografa Augusta Quednau, który był tu nauczycielem.
Quednau pochowany został na wyspie Upałty. Nagrobek Quednau zachował się w lesie na wyspie.
Dworek w Pniewie z początków XIX w pełnił funkcję rządcówki. W okresie funkcjonowania PGR w budynku były pomieszczenia biurowe i mieszkalne. Wkrótce po likwidacji PGR dwór został własnością prywatną. Majątek od 1945 był gospodarstwem państwowym. Pewien okres w ramach klucza PGR Sztynort, a od 1975 jako zakład rolny w ramach PPGR Srokowo.
W 1858 we wsi mieszkało 259 osób.